# Valøy
Valøy est une île norvégienne du comté de Hordaland appartenant administrativement à Stord.

## Description
Rocheuse et couverte d'arbres, elle s'étend sur environ 373 m de longueur pour une largeur approximative de 248 m.